# Bella del Señor
Bella del Señor (cuyo título original en francés es Belle du Seigneur) es una novela río del escritor suizo Albert Cohen publicada en 1968.
La escritura de Bella del Señor empezó en los años 1930 y fue interrumpida por la Segunda Guerra Mundial. El manuscrito fue corregido y aumentado durante muchos años hasta que fue finalmente publicado por Gallimard en 1968 a contracorriente de las obras de aquella época. En efecto, se trata de una obra de gran extensión que recupera la valoración del goce presente en la narración misma. Algunas escenas burlescas fueron retiradas del manuscrito por petición del editor Gaston Gallimard y publicadas separadamente bajo el título Les Valeureux (Los esforzados) en 1969.
Bella del Señor es la tercera parte de una tetralogía que empieza con Solal (1930) y Mangeclous (Comeclavos, 1938). La novela fue galardonada con el Gran Premio de Novela de la Academia Francesa. El autor cruza y superpone las voces de los personajes a lo largo de los 106 capítulos donde se mezclan la pasión, el humor, el desánimo y las exaltaciones del alma. La novela cuenta la pasión mórbida de Ariane y Solal, pero también el amor de Albert Cohen por el idioma francés y por la escritura.
Bella del Señor es considerado como uno de los grandes logros de la literatura francesa del siglo XX. Para Joseph Kessel, se trata de una «obra maestra absoluta», y para François Nourissier «un libro que solo aparece en una cultura una docena de veces por siglo». Figura entre los 100 libros del siglo XX según Le Monde.
La novela tuvo un gran éxito comercial convirtiéndose en la mejor venta de la colección "Blanche" de Gallimard.
La ausencia de puntuación en algunos sitios y la presencia de faltas de ortografía corresponden a la voluntad del autor. Estos pasajes se relacionan con capítulos que operan como monólogos interiores o flujos de la consciencia, intentando representar así el habla misma del personaje (idiotismos, expresiones personales, pronunciación, clichés, etc.)

## Temáticas del libro
Bella del Señor es una condena de la pasión amorosa, pero el libro explora otros temas: a través de la descripción mordaz del funcionamiento de la Sociedad de Naciones y de la mentalidad conformista de la burguesía, Albert Cohen practica una crítica social llena de ironía. El antisemitismo y el arraigo del autor al pueblo judío son temas secundarios que permiten comprender en parte el comportamiento de Solal.

## Personajes principales
- Solal des Solal: Subsecretario de la Sociedad de Naciones, es un hombre rico y poderoso de origen judío. Forma parte de un clan judío compuesto por personajes grotescos.
- Ariane Deume: Hija de una rica familia protestante de Ginebra. Una vez huérfana es cuidada por su tía Valérie.
- Adrien Deume: Empleado subalterno de la Sociedad de Naciones, esposo de Ariane.